# Stromberg (Landschaft)
Der Stromberg ist ein bis 477,3 m ü. NHN hoher, waldreicher Höhenzug im nördlichen Baden-Württemberg.

## Geographie

### Geographische Lage
Der Stromberg und der nördlich des Flusses Zaber anschließende Heuchelberg sind jeweils namensgebender Teil des 1980 gegründeten Naturparks Stromberg-Heuchelberg, dem dritten Naturpark in Baden-Württemberg.
Der Stromberg liegt überwiegend im nordwestlichen Landkreis Ludwigsburg und dem nordöstlichen Enzkreis und mit seinen Nordausläufern auch in den Landkreisen Heilbronn und Karlsruhe. Er erstreckt sich etwa auf halber Luftlinie zwischen Pforzheim im Südwesten und Heilbronn im Nordosten, wobei seine Ausläufer im Westen bis Knittlingen und im Osten bis Besigheim reichen.

### Aufteilung
Der Stromberg hat eine ungefähr dreieckige Kontur. Die nördliche Seite begrenzt das Tal der östlich zum Neckar laufenden Zaber, die zweite ist eine westsüdwestlich laufende Linie von Erligheim an seiner Ostspitze nach Mühlacker am Beginn des Ostlaufs der unteren Enz. Vom nahen Ölbronn-Dürrn zieht sich die dritte nordnordöstlich bis nach Oberderdingen, das wieder im Schnittpunkt mit einer aufwärtigen Verlängerung der Zaber liegt.
An der Westseite des Strombergs verlassen nur kurze Bachoberläufe die Landschaft in Richtung Westen bis Nordwesten, die dann erst im Vorland größere, zum Rhein laufende Gewässer entstehen lassen. Dieser rheinisch entwässernde, schmale Weststreifen der Landschaft ist deshalb wenig gegliedert. Der überwiegende Teil des Strombergs aber entwässert südsüdöstlich zum mittleren Neckar und seinen linken Nebenflüssen. In dieser Richtung haben sich drei große Talachsen gebildet, die das Mittelgebirge in deutlich ausgeprägte Hohenrücken selber Ausrichtung gliedern:
Der größte Fluss des Strombergs ist die Metter, die nach ihrer Entstehung noch nördlich von Diefenbach auf ihrem Oberlauf einen großen Linksbogen schlägt und zwischen Maulbronn-Zaisersweiher und Illingen-Schützingen ihre südsüdöstliche Mittel- und Unterlaufrichtung findet.
Diesem größeren Gewässerabschnitt im Norden fast parallel und damit richtungskonstanter läuft der Kirbach, der wenig nördlich der Metterquelle entsteht und schon außerhalb der Landschaft im dortigen östlichen Laufabschnitt in die Metter mündet. Er wird auch Kirchbach oder Kirrbach genannt und im Oberlauf Krebsbach.
Der kürzeste der drei landschaftgliedernden Gewässer ist die Schmie. Sie entsteht beim gleichnamigen Maulbronner Stadtteil und läuft in fast gerader Linie ostsüdöstlich durch Lienzingen und Illingen nach Vaihingen, wo sie vor dem Stromberg von links der hier östlich zum Neckar laufenden Enz zumündet, die dann fast zuallerletzt im Neckarbecken auch die Metter aufnimmt.
Von diesen Talachsen wird der Stromberg in vier Höhenzüge gegliedert.
Der längste und nördliche Hauptrücken des Strombergs verläuft zwischen Oberderdingen im Westnordwesten und Erligheim im Ostsüdosten. Dieser Höhenzug wird im Norden von der nach der Zaber benannten Tallandschaft Zabergäu, im Süden vom Tal des Kirbachs begrenzt. Beim fast auf dem Westende des Rückens gelegenen Sternenfels entspringt der Kraichbach, welcher der nordwestlich anschließenden und von ihm durchlaufenen Landschaft Kraichgau seinen Namen gab. Der Rücken selbst erreicht in seinem Verlauf nordöstlich von Häfnerhaslach auf dem Schlierkopf (450,4 m) ein erstes Höhenmaximum, im Weiteren südlich von Güglingen-Eibensbach auf der flachen Kuppe Scheiterhäule mit 472,8 m seinen höchsten Punkt, neben dem der Fernmeldeturm Brackenheim 1 steht. Von den östwärts noch folgenden Höhen ist die größte die Hohe Reute (440,3 m) über Hohenhaslach.
Der mittlere Rücken des Strombergs zweigt vom Hauptrücken nach Südosten ab bis zum 379,9 m hohen Gleichenberg nordwestlich der Ortschaft Schützingen (Gemeinde Illingen), danach zieht er sich zwischen Diefenbach im Westnordwesten und Hohenhaslach (Stadt Sachsenheim) im Südsüdosten parallel zu Hauptrücken und Kirbachtal im Nordnordosten und dem Tal der Metter im Südsüdwesten. Kurz vor Hohenhaslach im nun südöstlich ziehenden Kirbachtal steigt er zur mit 477,3 m höchsten Erhebung Baiselsberg des ganzen Strombergs auf. Von hier fällt er südöstlich rasch ab nach Sachsenheim.
Der südliche Strombergrücken wird im Nordnordosten vom Tal der Metter und im Südsüdwesten von dem der Schmie begrenzt. Es steigt im Westnordwesten bei Knittlingen auf, erreicht mit dem Scheuelberg (383,1 m) südlich von Freudenstein (Stadt Knittlingen) einen ersten Gipfel, dem südsüdwestlich von Zaisersweiher (Stadt Maulbronn) der Eichelberg (366,9 m) folgt und der Burgberg (396 m) südwestlich von Schützingen (Gemeinde Illingen). Aus dem nun sehr ausgeprägten Kamm ragt dann der Schreckstein 383,6 m südwestlich von Gündelbach (Stadt Vaihingen) auf, er endet auf dem einen Aussichtsturm tragenden Sporn des nordöstlich von Ensingen (Stadt Vaihingen) gelegenen Eselsbergs (392,4 m), die höchste Erhebung dieses Rückens an seinem Ostsüdostende.
Vor allem aus geologischer Sicht kann man dem Stromberg einen vierten, noch südlicheren und kürzesten Höhenzug hinzurechnen, der sich auf der rechten und Südostseite der Schmie zwischen Ölbronn im Westnordwesten und Mühlacker im Ostsüdosten erstreckt. Seine ersten Erhebungen sind der Ölbronner Eichelberg (370,8 m) und Aschberg (333,2 m), es folgen der Sauberg (332,4 m) nordöstlich von Schönenberg und ein letzter Gipfel auf dem Hochberg (315,3 m) nordöstlich von Mühlacker.

### Erhebungen
Zu den Bergen, Erhebungen und deren Ausläufern im und am Rand des Höhenzugs Stromberg gehören:
| Bezeichnung und Besonderheiten | Lage | Lage                   | Höhe über NHN |
| Bezeichnung und Besonderheiten | Sortierspalte Süd-Nord | Sortierspalte West-Ost | Höhe über NHN |
| --- | --- | ---------------------- | ------------- |
| Baiselsberg Ca. 500 m südsüdöstlich des Gipfels Klosterruine Baiselsberg Ca. 250 m ostnordöstlich des Gipfels Burgstall von Burg Bromberg                                                                      | 49,00380° N, 8,9884005° O 2,5 km westnordwestlich von Hohenhaslach                                                                  | 8.988                  | 477,3 m       |
| Namenloser Berg auf der Hochebene Scheiterhäule mit Fernmeldeturm Brackenheim 1 und naher Burgruine Blankenhorn                                                                                                | 49,03500° N, 8,9960005° O 1,4 km südlich von Eibensbach                                                                             | 8.996                  | 472,8 m       |
| Schlierkopf | 49,03245° N, 8,9330205° O 1,3 km nordöstlich von Häfnerhaslach                                                                      | 8.933                  | 450,4 m       |
| Hohe Reute | 49,01192° N, 9,0210205° O 1,2 km nördlich von Hohenhaslach                                                                          | 9.022                  | 440,3 m       |
| Namenloser höchster Punkt im Pfefferwald | 49,02600° N, 9,0330005° O 1,5 km südlich von Cleebronn                                                                              | 9.034                  | 431 m         |
| Rotenberg | 49,02170° N, 9,0409005° O 2,5 km südlich von Cleebronn, 2 km nordnordwestlich von Freudental und 3 km nordöstlich von Hohenhaslach. | 9.041                  | 420,9 m       |
| Großer Saukopf | 49,02133° N, 9,0247105° O Auf halbem Weg knapp 200 m westlich des Rennwegs zwischen Cleebronn und Hohenhaslach.                     | 9.025                  | 409,2 m       |
| Teufelsberg | 49,00422° N, 9,0372405° O direkt östlich von Hohenhaslach                                                                           | 9.037                  | 402,3 m       |
| Burgberg Der Berg hat seinen Namen von einer 1152 erwähnten abgegangenen Burg. | 48,98641° N, 8,8864805° O 1,4 km südwestlich von Schützingen                                                                        | 8.885                  | 396 m         |
| Michaelsberg mit Michaelskirche und Kapuzinerkloster | 49,03821° N, 9,0448005° O direkt südöstlich von Cleebronn                                                                           | 9.046                  | 394,7 m       |
| Eselsberg mit Burgstall und Aussichtsturm | 48,97468° N, 8,9594005° O direkt nordöstlich von Ensingen                                                                           | 8.959                  | 392,4 m       |
| Scheuelberg | 49,02093° N, 8,8266605° O 1,5 km südlich von Freudenstein                                                                           | 8.830                  | 383,1 m       |
| Gleichenberg | 49,01110° N, 8,8872005° O 2 km nordwestlich von Schützingen                                                                         | 8.887                  | 379,9 m       |
| Mettenberg | 49,02014° N, 8,8779805° O 2 km ostsüdöstlich von Diefenbach                                                                         | 8.878                  | 377,7 m       |
| Schlossberg mit Aussichtsturm. Höchster Punkt ca. 1 km weiter östlich, auf rund 410 m, bei 49,046° N, 8,8659° O. Dort befindet sich ein Wasserreservoir der Bodensee-Wasserversorgung sowie ein Richtfunkturm. | 49,04890° N, 8,8532005° O direkt südöstlich von Sternenfels                                                                         | 8.853                  | 375,4 m       |
| Gausberg | 48,99920° N, 8,9057705° O direkt nordnordöstlich von Schützingen                                                                    | 8.907                  | 374,5 m       |
| Eichelberg | 48,97649° N, 8,7633605° O direkt südöstlich von Ölbronn                                                                             | 8.764                  | 370,8 m       |
| Endberg | 49,00741° N, 8,8986705° O 1,4 km nördlich von Schützingen                                                                           | 8.901                  | 367 m         |
| Eichelberg | 48,99645° N, 8,8483705° O 1,3 km südsüdwestlich von Zaisersweiher                                                                   | 8.851                  | 366,9 m       |
| Sauberg mit Sternschanze | 48,97018° N, 8,8293605° O direkt nördlich von Schönenberg                                                                           | 8.830                  | 332,4 m       |
| Hochberg | 48,96064° N, 8,8783505° O direkt östlich von Mühlacker                                                                              | 8.879                  | 315,3 m       |

### Ortschaften
Zu den Ortschaften im und am Stromberg gehören:
| - Bönnigheim - Cleebronn - Diefenbach - Eibensbach - Ensingen | - Erligheim - Freudenstein - Freudental - Gündelbach - Häfnerhaslach | - Hohenhaslach - Hohenklingen - Horrheim - Lienzingen - Maulbronn | - Mühlacker - Ochsenbach - Ötisheim - Schützingen - Spielberg | - Sternenfels - Weiler an der Zaber - Zaisersweiher |

### Schutzgebiete
Den Stromberg umgibt das gleichnamige, 2007 ausgewiesene und rund 10.300 Hektar große Vogelschutzgebiet Stromberg. 2018 wurde außerdem das im Westen etwas größere, ansonsten aber fast deckungsgleiche FFH-Gebiet Stromberg ausgewiesen.

## Geologie

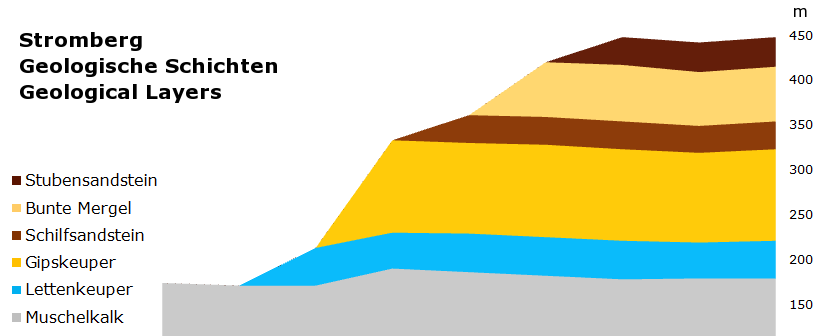
Geologische Schichtung des Strombergs

Der Stromberg gehört zur Schichtstufenlandschaft zwischen Odenwald, Schwarzwald und Donau. Er entstand durch Reliefumkehr aus Ablagerungen des germanischen Beckens. Die Basis wird vom Muschelkalk gebildet, der in den umliegenden Gäulandschaften offen zutage tritt. Darüber folgt eine rund 40 m starke Schicht aus Lettenkeuper, darüber eine mehr als 100 m mächtige Schicht aus Gipskeuper (Grabfeld-Formation), darüber eine rund 30 m starke Schicht aus Schilfsandstein, darüber eine etwa doppelt so dicke Schicht aus Unteren und Oberen Bunten Mergeln und zuoberst eine 30–40 m starke Schicht aus Stubensandstein.
Die Abhänge des Stromberges sind wegen der starken Erosion der weichen Keuper- und Mergelschichten relativ steil, während das Gelände auf der Stubensandsteinplatte ganz oben auf dem Höhenrücken sanft verläuft. Die höchsten Punkte auf den bewaldeten Anhöhen unterscheiden sich oft kaum von ihrer unmittelbaren Umgebung.
Die steilen Keuperflanken an den Südseiten der Anhöhen bieten sehr gute Voraussetzungen für den Weinbau. Zusätzlich werden die bunten Mergel der höheren Lagen zwecks weiterer Verbesserung der physikalischen Bodeneigenschaften in die Weinberge eingebracht: Das bröckelig zerfallende Gestein erhöht die Speicherfähigkeit des Bodens für Wasser und Wärme.

## Tourismus
Seit 1993 kümmert sich der aus den Fremdenverkehrsgemeinschaften Stromberg und Kraichgau hervorgegangene Kraichgau-Stromberg Tourismus e. V. um die touristische Erschließung der Region.

## Sehenswertes
Der Stromberg bietet ein gut ausgebautes Netz von Wander- und Radwegen. Die Wege über die bewaldeten Hochflächen folgen zum Teil alten keltischen Verbindungsstraßen. Höhenpfade an den Hangkanten der Hochflächen bieten je nach Ausrichtung Panoramablicke über das südlich des Strombergs gelegene Unterland bis hin zur Schwäbischen Alb oder über die Tallandschaften des Kirbachtals, des Mettertals oder des Zabergäus.
Zu den weiteren Sehenswürdigkeiten gehören:
- Der im Wald bei Cleebronn 1969 aufgestellte Wolfsstein (ca. 390 m ü. NN), der als Gedenkstein an die Erlegung des letzten Wolfs im Jahr 1847 erinnert.
- Der Aussichtsturm auf dem Schlossberg bei Sternenfels.
- Der Aussichtsturm auf dem Eselsberg bei Ensingen.
- Der Erlebnispark Tripsdrill, ein Freizeitpark samt Wildparadies Tripsdrill bei Cleebronn.
- Der Weiler Füllmenbacher Hof, Nähe Diefenbach, und seine Aussicht vom Füllmenbacher Hofberg aus bis zum Stuttgarter Fernsehturm.
- Nahe Güglingen-Eibensbach steht unweit der höchsten Bergstelle der Scheiterhäule der Fernmeldeturm Brackenheim 1
- Etwa 800 m nordöstlich ihrer Kuppe befindet sich die Burgruine Blankenhorn.
- Am östlichen Abhang des Baiselsberges befindet sich die Ausgrabungsstätte der Klosterruine Baiselsberg.
- Südlich von Pfaffenhofen befindet sich knapp unterhalb des Höhenkamms der Weiße Steinbruch mit einer vorgelagerten Aussichtsplattform. Im Steinbruch wurde Anfang des 20. Jahrhunderts eine große Zahl von Fossilien aus der Keuperzeit gefunden.

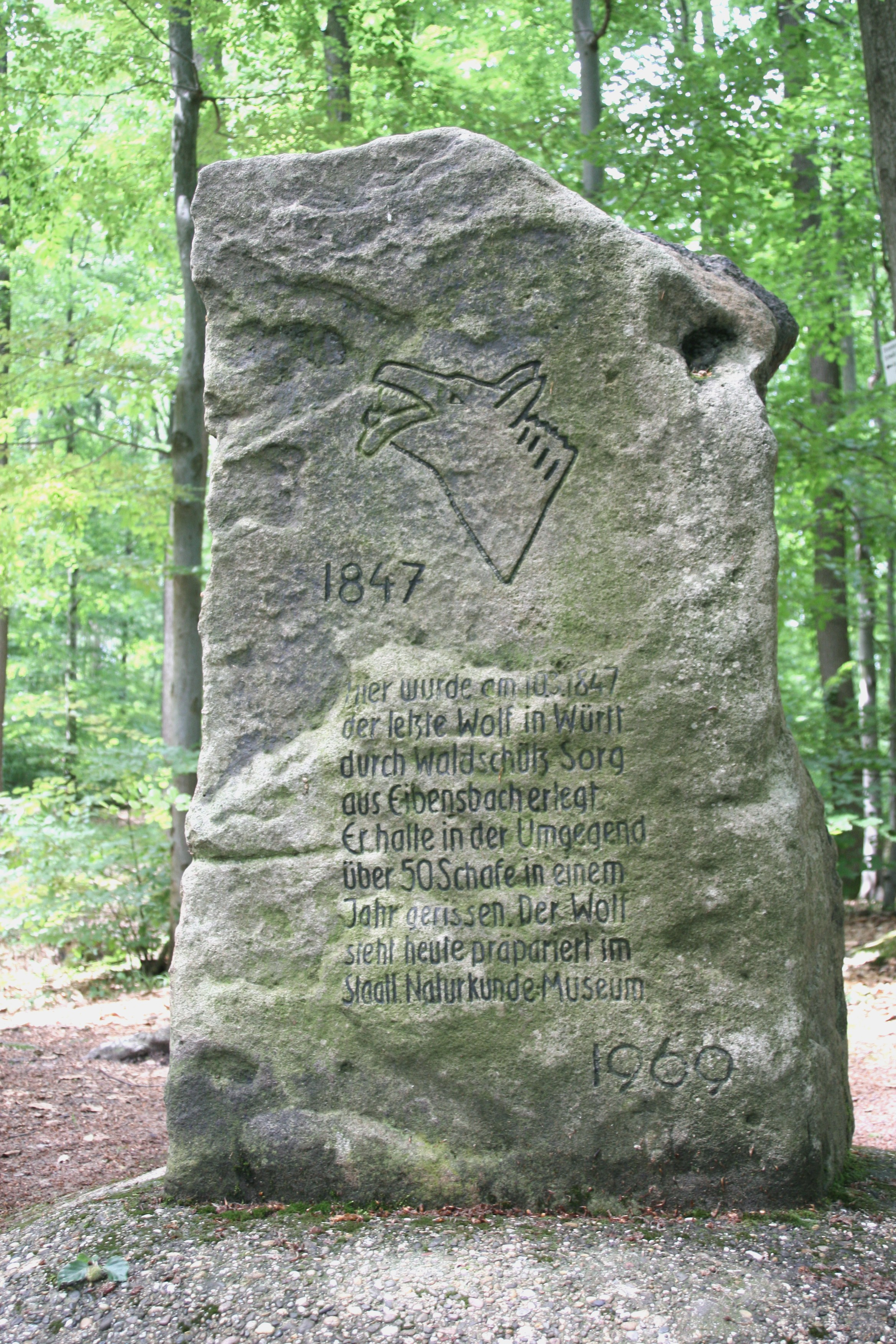
Wolfsstein von 1969 als Erinnerung an die Erlegung des letzten Wolfs im Jahr 1847
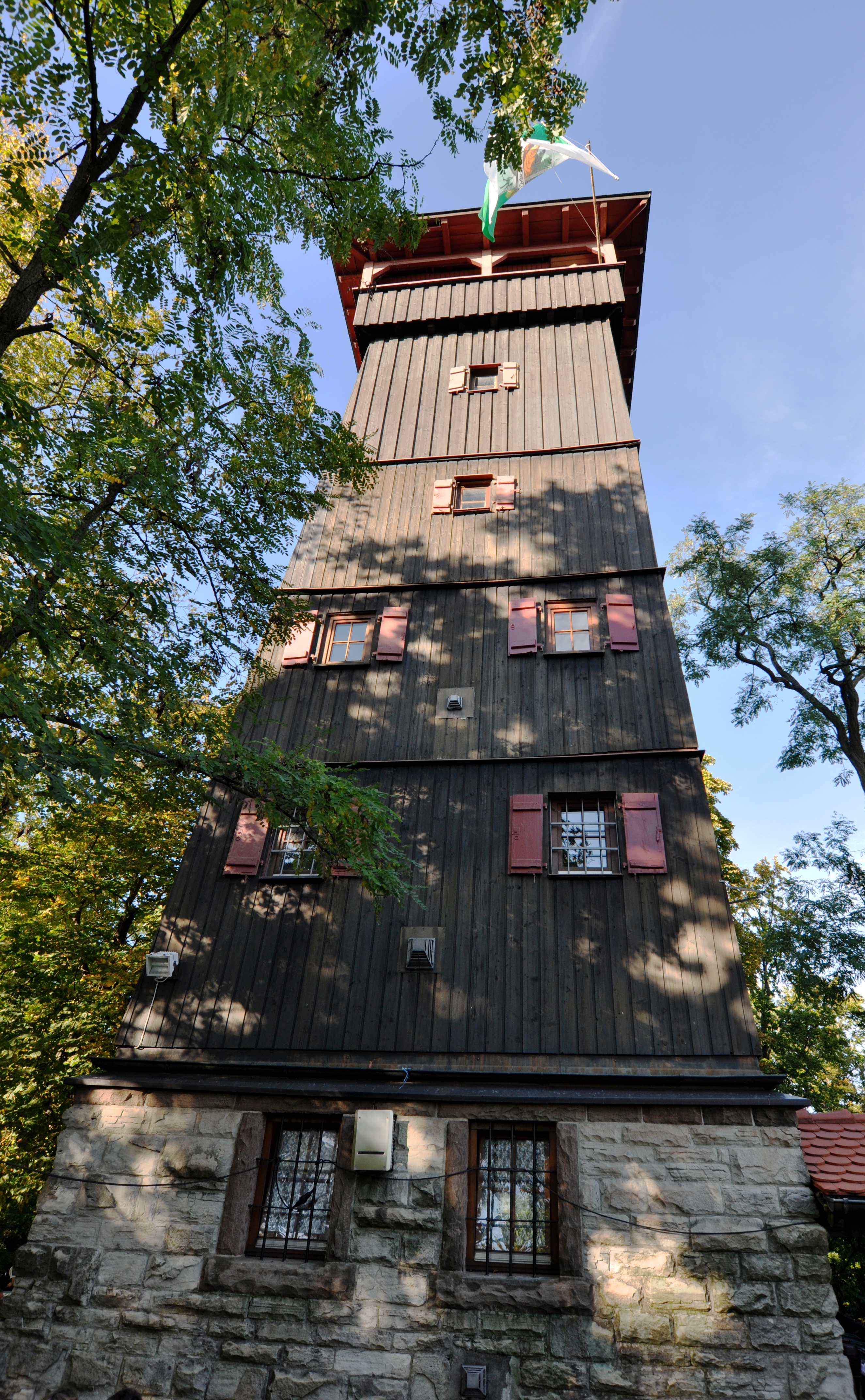
Aussichtsturm auf dem Eselsberg bei Ensingen
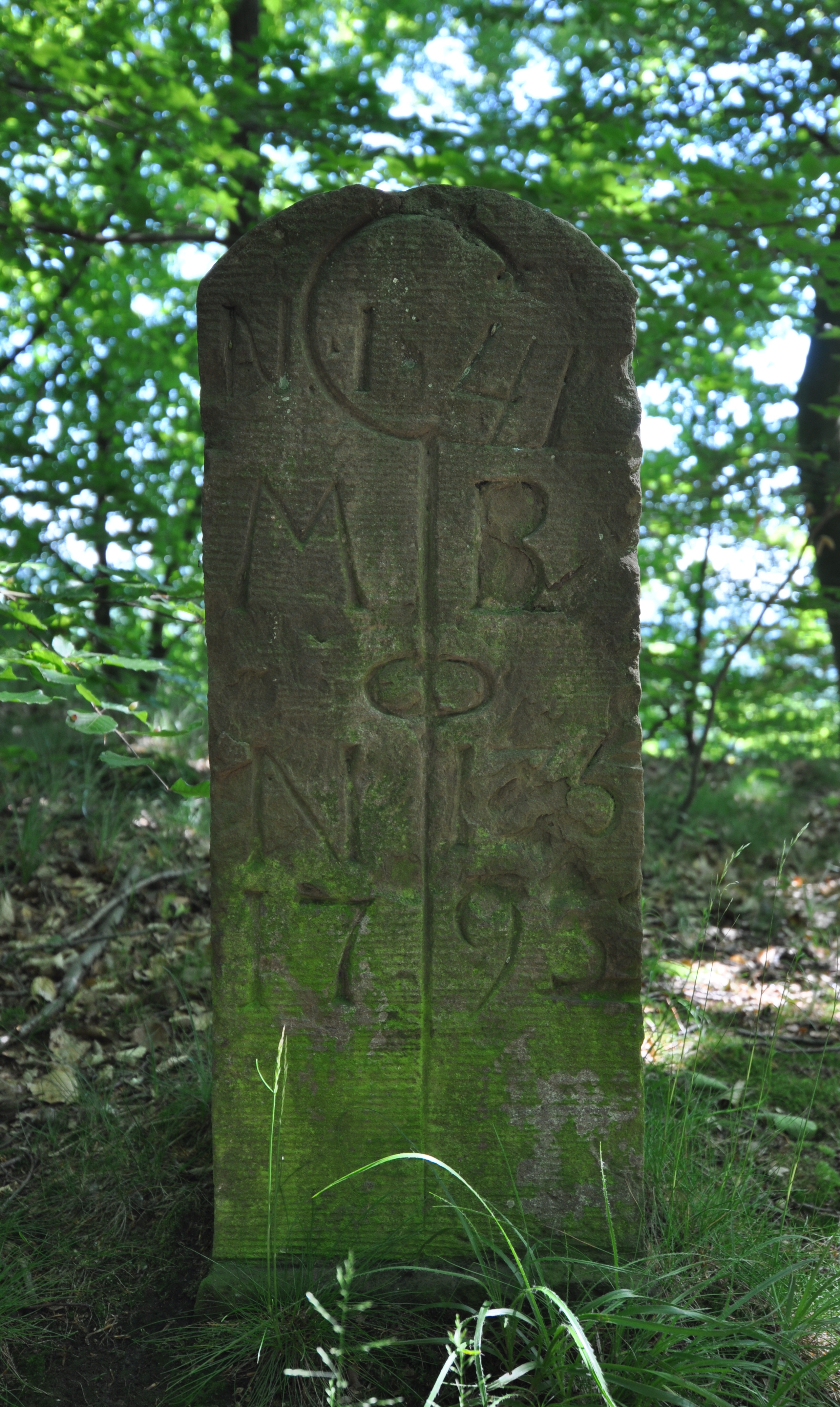
Grenzstein des Klosters Maulbronn auf dem Burgberg oberhalb von Illingen

## Verkehrsanbindung
Etwa in Nordwest-Südost-Richtung führt im Abschnitt zwischen Bretten und Vaihingen die Bundesstraße 35 durch südliche Bereiche des Strombergs bzw. weiter im Südosten südlich an seiner Landschaft vorbei. An diese Straße haben in Bretten die nordostwärts nach Eppingen führende Bundesstraße 293 und die südwärts nach Pforzheim verlaufende Bundesstraße 294 Anschluss. Von diesen Bundesstraßen zweigen zahlreiche Landes- und Kreisstraßen ins Innere des Strombergs ab.
Zudem führen durch den Stromberg oder an ihm vorbei in Nordwest-Südost-Richtung die Eisenbahnstrecke Schnellfahrstrecke Mannheim–Stuttgart mit mehreren Tunneln und Brücken, die Bahnstrecken Kraichgaubahn (Karlsruhe–Heilbronn) im Nordwesten und Württembergische Westbahn (Mühlacker–Bruchsal) im Südwesten. Früher führte die Zabergäubahn von Lauffen am Neckar nach Leonbronn, das als westlicher Gemeindeteil von Zaberfeld im Übergangsbereich von Stromberg und Heuchelberg liegt.